# Musa Sulayman
Musa Sulayman (tiếng Ả Rập: موسى سليمان) là sultan thứ hai của Darfur, cai trị từ năm 1637 đến năm 1682. Triều đại lâu dài của ông nhìn chung hòa bình và ổn định, tuy nhiên ông đã không thể chinh phục Vương quốc Hồi giáo Gimir sau khi tiến hành các cuộc chiến tranh nhỏ lẻ.

## Tiểu sử
Musa là con trai của sultan Sulayman Solong. Sau khi lên ngôi năm 1637, ông cố gắng tiếp tục chính sách hiếu chiến của người tiền nhiệm, nhưng một số chiến dịch của ông chống lại Vương quốc Hồi giáo Gimir đã không thành công. Điều này gây ra sự bất mãn trong giới quý tộc. Lợi dụng hoàn cảnh đó, một người họ hàng của Musa là Muhammad Bulad đã lật đổ ông, tuy nhiên ông đã trở lại ngai vàng năm 1642 (hoặc 1645).
Vào giữa những năm 1650, Musa đã bị đánh bại trong một cuộc chiến với Badi III, vua của Sennar. Do đó, ông phải thừa nhận quyền lực tối cao của vị vua này và đồng ý cống nạp. Kể từ đó triều đại đã êm ấm trong nội bộ và giữ được hòa bình với những nước láng giềng. Kể từ năm 1670, ông là người đầu tiên phân phối quyền sở hữu đất đai: đầu tiên là cho họ hàng (trước hết cho con trai và con gái), và sau đó cho giới quý tộc cao nhất của dân tộc Fur.
Sultan Musa qua đời năm 1682. Ông được kế vị bởi người con trai thứ Ahmad Bakr.